# Aleksy V Murzuflos
Aleksy V Murzuflos, właśc. Aleksy V Dukas zw. Murzuflos (gr. Αλέξιος Ε' Δούκας ο Μούρτζουφλος, Aleksios V Doukas o Mourtzouphlos, zm. w grudniu 1205) – cesarz bizantyjski w 1204 roku.
Uwięziony w 1200 roku za udział w buncie, wyszedł z więzienia w 1203 roku. Jesienią 1203 roku stanął na czele stronnictwa wojennego przeciwnego związkom dworu cesarskiego ze stacjonującymi pod Konstantynopolem krzyżowcami. W ciągu następnych tygodni uzyskiwał coraz większy wpływ na cesarza Aleksego IV. 25 lutego 1204 roku pozbawił go władzy, a w dwa tygodnie później życia. 5 lutego został koronowany na cesarza. Po krótkim oblężeniu Konstantynopola przez krzyżowców, 12 kwietnia uciekł ze zdobytego przez łacinników miasta. Oślepiony przez teścia Aleksego III, został pochwycony przez krzyżowców i stracony za zamordowanie cesarza Aleksego IV w grudniu 1205 roku.

## Życie

### Droga do władzy
Jego pochodzenie nie jest znane. Niketas Choniates z niewiadomych powodów nie podaje żadnych informacji na temat jego związków rodzinnych. Występujące w źródłach imię rodowe Dukas może wskazywać zarówno na pochodzenie z cesarskiego rodu Dukasów, jak i z bocznej linii rodu Angelosów, władających w XIII wieku Epirem i Tesalią, których często dla odróżnienia od linii cesarskiej określa się jako Dukasów. Przydomek „Murzuflos”, jak się przypuszcza, odnosi się do jego krzaczastych brwi, zrośniętych na czole (prawd. od gr. ὁμουφρυσιλος, homouphrysilos)
Data urodzenia Aleksego Dukasa nie jest również znana. Wiadomo, że za udział w buncie Jana Komnena został uwięziony przez cesarza Aleksego III w 1201 roku. Odzyskał wolność w dwa lata później, latem 1203 roku, po ucieczce Aleksego III i objęciu władzy przez Izaaka II i jego syna Aleksego IV. W krótkim czasie stanął na czele stronnictwa wojennego, wrogiego wszelkim kontaktom młodego cesarza Aleksego IV ze stacjonującymi pod Konstantynopolem wojskami krzyżowców. Rosnące niezadowolenie ludności i nacisk ze strony duchowieństwa prawosławnego skłoniły Aleksego IV do
zbliżenia ze stronnictwem wojennym. Aleksy Murzuflos został w tym czasie mianowany przez cesarza protovestiariosem (dosłownie: przełożonym nad garderobą cesarską).
Prawdopodobnie to zwolennicy Murzuflosa 1 stycznia 1204 roku, w nocy, zepchnęli 17 wypełnionych pakułami i podpalonych galer na okręty krzyżowców. W porę dostrzeżone niebezpieczeństwo pozwoliło krzyżowcom ocalić flotę. W razie powodzenia akcji greckiej znaleźliby się całkowicie na łasce Bizantyńczyków. Bez floty niepodobieństwem było bowiem zarówno atakowanie miasta jak i opuszczenie jego okolic.
Chcąc zastraszyć Aleksego IV i skłonić go do zrzeczenia się władzy Aleksy Murzuflos zorganizował w styczniu rozruchy, których jedynym konkretnym efektem było jednak tylko zniszczenie wielkiego posągu Ateny dłuta Fidiasza, który stał na forum zwrócony na zachód. Pijany tłum uznał, że bogini gestem ręki przywołuje najeźdźców i rozbił posąg na drobne kawałki.
Rozruchy spowodowały wszakże, że Aleksy IV za pośrednictwem Murzuflosa zwrócił się o pomoc do krzyżowców. 25 stycznia Bonifacy z Montferratu na czele delegacji krzyżowców stanął przed cesarzem deklarując wprowadzenie wojska do miasta dla ochrony cesarza i żądając jednocześnie natychmiastowej realizacji podjętych wcześniej zobowiązań. Wobec całkowitej bezradności Aleksego IV odrzucił propozycję dalszych rozmów. Murzuflos ujawnił przebieg rozmów tłumowi zgromadzonemu przed pałacem, który zaatakował wychodzących krzyżowców i omal nie pozbawił ich życia. Spod pałacu blancherneńskiego tłum udał się do kościoła Bożej Mądrości, gdzie ogłosił detronizację Aleksego IV. W tej sytuacji Murzuflos w nocy wtargnął do pałacu, pojmał śpiącego Aleksego IV i wtrącił go do więzienia. Nikt nie stanął w jego obronie.

### Sześciu cesarzy
W wyniku przeprowadzonego przez Aleksego Murzuflosa przewrotu pałacowego w więzieniu i pod strażą znaleźli się cesarze Aleksy IV i Izaak II. Po dokonanym akcie detronizacji Aleksego IV wzburzony tłum w następnych dniach naciskał na senatorów i przedstawicieli wyższego duchowieństwa by wyznaczyć nowego basileusa. Kiedy to nie przyniosło rezultatu tłum sam przedstawił kandydatury, te jednak albo zostały odrzucone przez zgromadzonych, albo też propozycji nie przyjęli bezpośrednio zainteresowani. 28 stycznia najbardziej niespokojni spośród mieszkańców miasta założyli szaty cesarskie Mikołajowi Kanabosowi (autor Devastatio Constantinopolitana nazywa go Mikołajem Rzeźnikiem), grożąc mu bronią. Władzę nad zachodnią Tracją i Macedonią sprawował nadal cesarz wygnaniec Aleksy III, który wciąż nie tracił nadziei na odzyskanie tronu. Na wschodzie Aleksy Komnen zajął przy pomocy posiłków gruzińskich położoną nad Morzem Czarnym Trebizondę i 1 lutego koronował się na cesarza Rzymian.

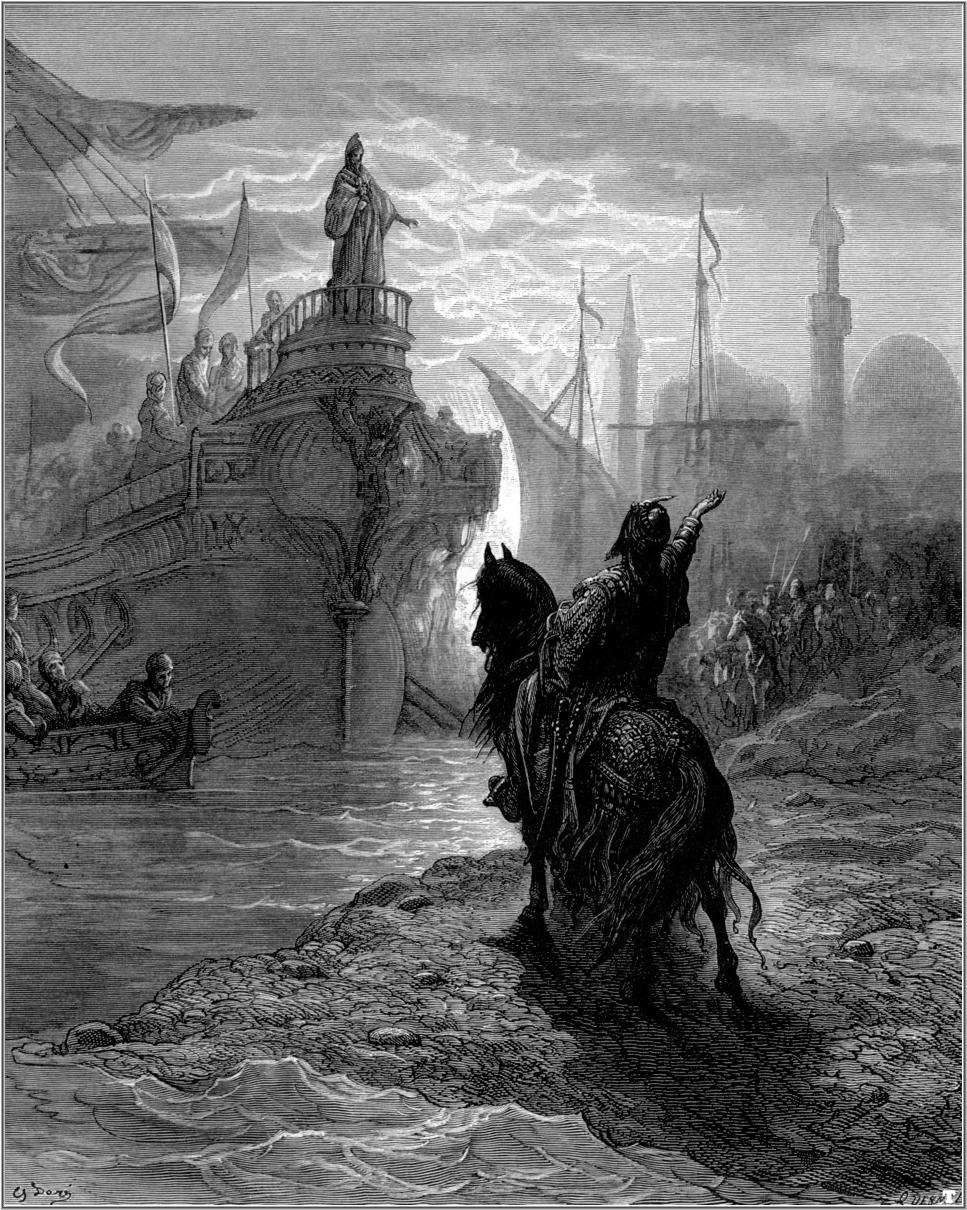
Murzuflos rozmawiający z Dandolo według Gustawa Doré

W Konstantynopolu inicjatywa była teraz jednak po stronie Aleksego Murzuflosa. Gwardia wareska przeszła na jego stronę. Izaak II zmarł 28 stycznia ze zgryzoty i złego traktowania. Na rozkaz Murzuflosa Mikołaj Kanabos został aresztowany przez żołnierzy gwardii i wtrącony do więzienia. Murzuflos podjął też próby otrucia Aleksego IV, a kiedy te się nie powiodły, rozkazał go udusić.
Na początku lutego Henryk z Flandrii poprowadził silny oddział na Fileę, miasto położone na północ od Konstantynopola nad Morzem Czarnym. Po zdobyciu i złupieniu miasta tylną straż powracających wojsk zaatakował z zasadzki Aleksy Murzuflos. Oddziały dowodzone przez Henryka pokonały jednak Bizantyńczyków zdobywając chorągiew i ikonę Matki Bożej. Murzuflos zataił przed swymi poddanymi fakt doznanej porażki i utratę ikony, co krzyżowcy natychmiast wykorzystali obnosząc wokół miasta trofea. Po doznanej porażce Murzuflos zaprzestał akcji zaczepnych poza murami miasta.
5 lutego, w kościele Bożej Mądrości, Aleksy Murzuflos został koronowany na cesarza przyjmując imię Aleksego V.

### Przygotowania do walki
7 lutego doszło w najdalszym punkcie Złotego Rogu do spotkania Aleksego V z dożą weneckim Henrykiem Dandolo, który zażądał, by cesarz wypłacił krzyżowcom 5000 funtów złota w zamian za opuszczenie przez nich okolic Konstantynopola. Miał też podobno zażądać przywrócenia tronu Aleksemu IV, podporządkowania się Kościołowi Rzymskiemu i udzielenia pomocy w zdobywaniu Ziemi Świętej. Aleksy V mógł dość łatwo kupić sobie przymierze z krzyżowcami, uważał jednak, że są zdani na jego łaskę, dlatego nie zamierzał spełniać żądań, które uważał za bezczelne. Zanim rozmowy dobiegły końca oddział kawalerii frankijskiej zaatakował Murzuflosa i zmusił jego oddziały do wycofania się. Najwyraźniej w obozie łacińskim istniało stronnictwo przeciwne jakimkolwiek układom.
Następnej nocy został uduszony Aleksy IV. Murzuflos rozpuścił wieści o jego naturalnej śmierci. Pochował zmarłego cesarza ze wszystkimi należnymi mu honorami i sam pogrążony w żalu uczestniczył w uroczystościach pogrzebowych. Wiadomość o zamordowaniu Aleksego IV szybko jednak dotarła do obozu krzyżowców wywołując silne wzburzenie. Na pospiesznie zwołanym „parlamencie” Murzuflos został osądzony jako winny królobójstwa i uznany za niegodnego czyli pozbawionego prawa do rządzenia Cesarstwem. Krzyżowcy podjęli przygotowania do ataku na Konstantynopol. Ich dowódcy natomiast rozpoczęli pertraktacje na temat podziału ewentualnych zdobyczy, sposobu obioru przyszłego cesarza łacińskiego, sposobu potraktowania mieszkańców miasta. Traktat regulujący te kwestie podpisano w marcu.
Aleksy V równie aktywnie przygotowywał się do obrony. Zarządził wzmocnienie i naprawę murów miejskich. Aby przeciwdziałać wyrzucanym z okrętów krzyżowców mostom, nakazał wznieść trzy stadia drewnianych obwarowań uzupełniających istniejące fortyfikacje. Niestety oddziały wojskowe zdemoralizowane licznymi przewrotami nie dawały pewnego oparcia, a nie nadarzyła się okazja do ściągnięcia wojska z prowincji. Niepewna sytuacja wewnętrzna, a zapewne i charakter cesarza, powodowały, że wielu ministrów w krótkim okresie panowania Murzuflosa utraciło urząd, co nie ominęło także historyka Niketasa Choniatesa. Wystarczyło, że cesarz podejrzewał tylko kogoś o nielojalność, a pozbawiał go funkcji. Mimo podjętych energicznych działań Aleksy V nie zyskał sobie sympatii ludności.

### Oblężenie

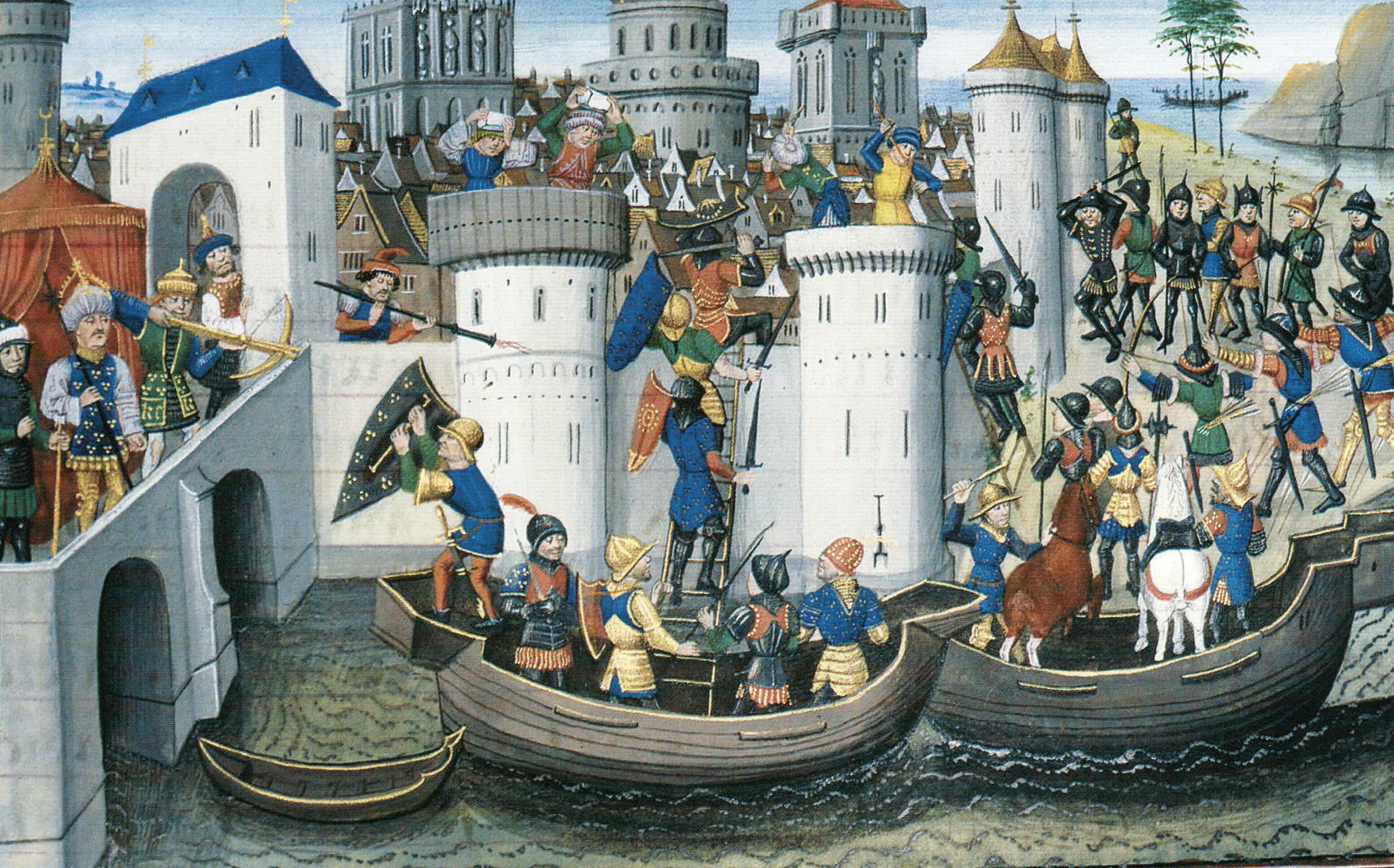
Murzuflos, stojąc przed namiotem, dowodzi obroną Konstantynopola

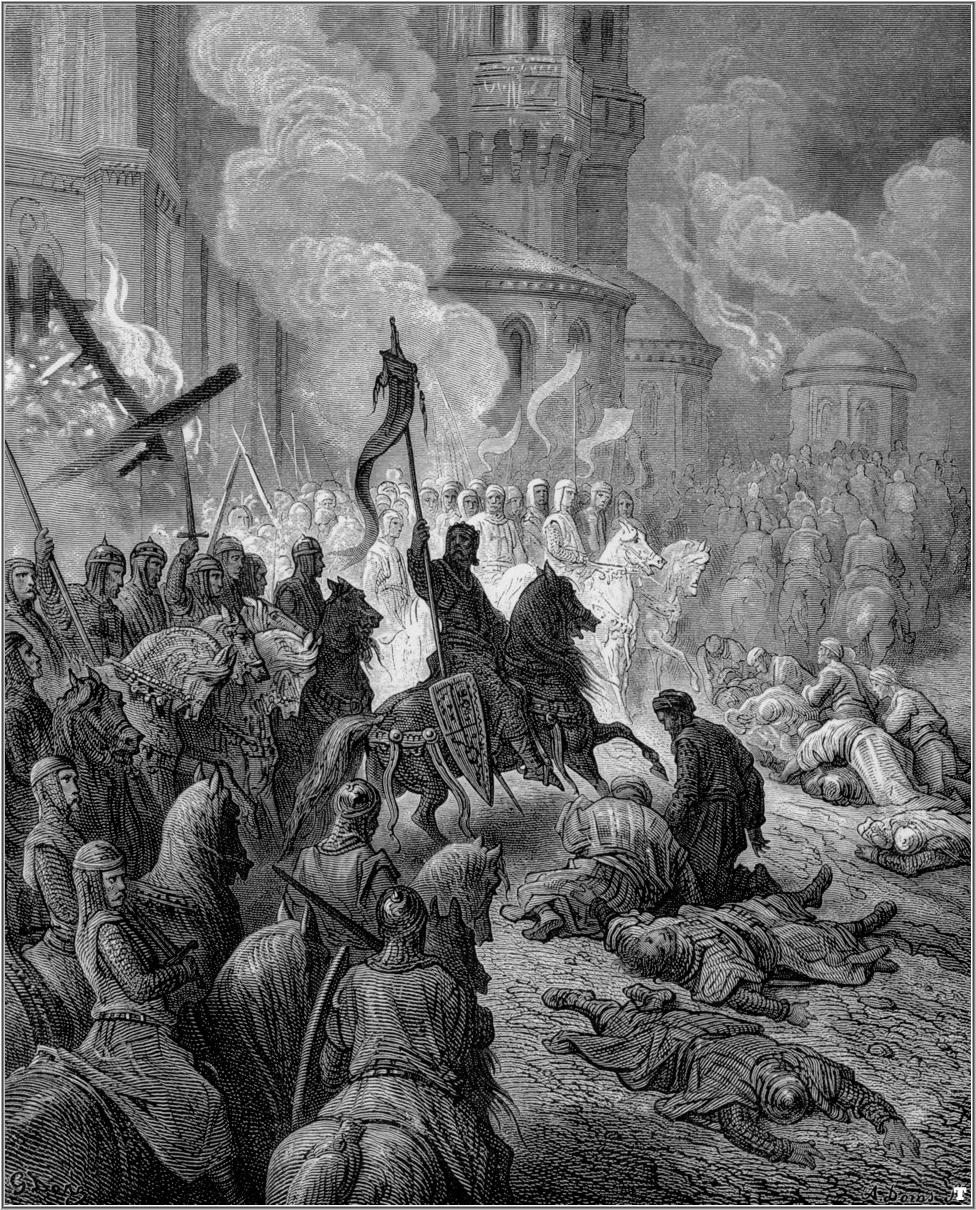
Wejście krzyżowców do Konstantynopola

9 kwietnia wojska krzyżowe zostały załadowane na okręty. Flota wypłynęła z portu ku murom miejskim. Z powodu gęstej wymiany ognia tylko kilku jednostkom udało się dotrzeć pod mury. Bój trwał od rana aż do trzeciej po południu. Krzyżowcom nie udało się przełamać oporu Greków w żadnym punkcie. Wieczorem po burzliwej naradzie, pełnej wahań i wątpliwości w słuszność podjętego oblężenia, zarządzono szturm w poniedziałek 12 kwietnia.
W Konstantynopolu zapanowała radosna atmosfera – krzyżowcy zostali odparci ponosząc ciężkie straty. Aleksy V przeniósł główną kwaterę bliżej frontu na wzgórze. 12 kwietnia Grecy z powodzeniem odpierali kolejne szturmy krzyżowców, aż do południa, kiedy wiatr zmienił się na północny i zepchnął okręty krzyżowców na mury miasta. W wyniku ataku na wieże łacinnicy opanowali dwie z nich. Jednocześnie grupa rycerzy pod dowództwem Piotra z Amiens wylądowała na brzegu odkrywając furtkę w murze. Przez furtkę wtargnął Aleamo z Clari ze sztyletem w dłoni. Na jego widok Grecy niespodziewanie rzucili się do ucieczki. Dokładnie naprzeciw krzyżowców stały główne siły bizantyńskie. Cesarz rzucił przeciw wdzierającym się do miasta swoje wojska, lecz łacinnicy nie cofnęli się. Zniechęceni oporem Grecy powrócili do obozu. Przez opuszczoną bramę zaczęły się wdzierać kolejne oddziały. Tymczasem nadpłynęły kolejne barki i łacinnicy opanowali cztery kolejne bramy i łączący je odcinek murów. Grecy opuścili w popłochu swoje pozycje. Również cesarz uciekł kierując się w stronę pałacu Bukoleon. Ponieważ nadchodził wieczór krzyżowcy rozłożyli się obozem pod osłoną zdobytych murów. Cesarz próbował zebrać rozproszone oddziały, a kiedy pierwsza próba się nie powiodła nocą opuścił miasto ze swą kochanką Eudoksją Angeliną, córką cesarza Aleksego III i jej matką.

### Uciekinier

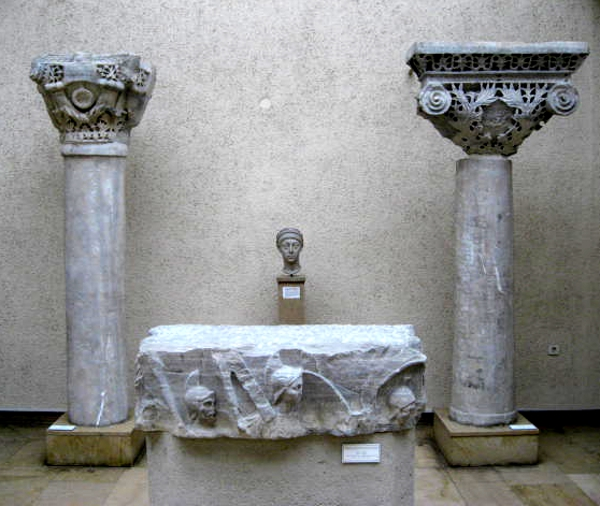
fragment kolumny Teodozjusza (datowanej na lata 386 – 393), z której w grudniu 1205 r. strącono Aleksego V Murzuflosa

Uciekinierzy udali się do zdobytego na jesieni przez Aleksego IV Tzurullon. W pobliskim Mosynopolis schronił się ojciec Eudoksji Aleksy III. Za zgodą, albo nawet pod wpływem ojca Eudoksja zawarła ślub z Aleksym V (choć wedle innej wersji ślub nastąpił jeszcze w Konstantynopolu). W kilka miesięcy później, gdy Murzuflos przybył do Mosynopolis Aleksy kazał go oślepić jako uzurpatora, bądź wedle innej relacji oślepił go osobiście. Okaleczony Murzuflos wpadł pod murami Mosynopolis w ręce łacinników i został przewieziony do Konstantynopola. Tam osądzony za zabójstwo Aleksego IV został w grudniu 1205 roku strącony z kolumny Teodozjusza na oczach zgromadzonego licznie tłumu. Tłum przybył na forum Teodozjusza w wielkiej liczbie, by "podziwiać cud". Zauważono bowiem, że na jednej z płaskorzeźb kolumny Teodozjusza przedstawiono człowieka w szatach cesarza spadającego w dół, a obok flotę oblegającą miasto.

## Sądy o Aleksym
Najbardziej  jednoznaczny sąd o Aleksym V wydali krzyżowcy w lutym 1204 r., którzy orzekli, że Murzuflos jest „winny królobójstwa i niegodny – czyli <<pozbawiony prawa>> – do rządzenia Cesarstwem”.  Również współczesny Aleksemu V Niketas Choniates, wypowiada się o Aleksym V bardzo krytycznie, co jednak Runciman przypisuje zemście historyka za niesprawiedliwe pozbawienie urzędu.
Bardzo wysoko ocenia natomiast Aleksego V Steven Runciman uznając go za jedną z dwóch osób, które w tym krytycznym okresie dziejów Bizancjum były zdolne ocalić Cesarstwo. W innym miejscu pisze o nim krótko: „Aleksy V był człowiekiem energicznym, ale nie zyskał sobie sympatii ludności”.